# Zorns Gammelgård

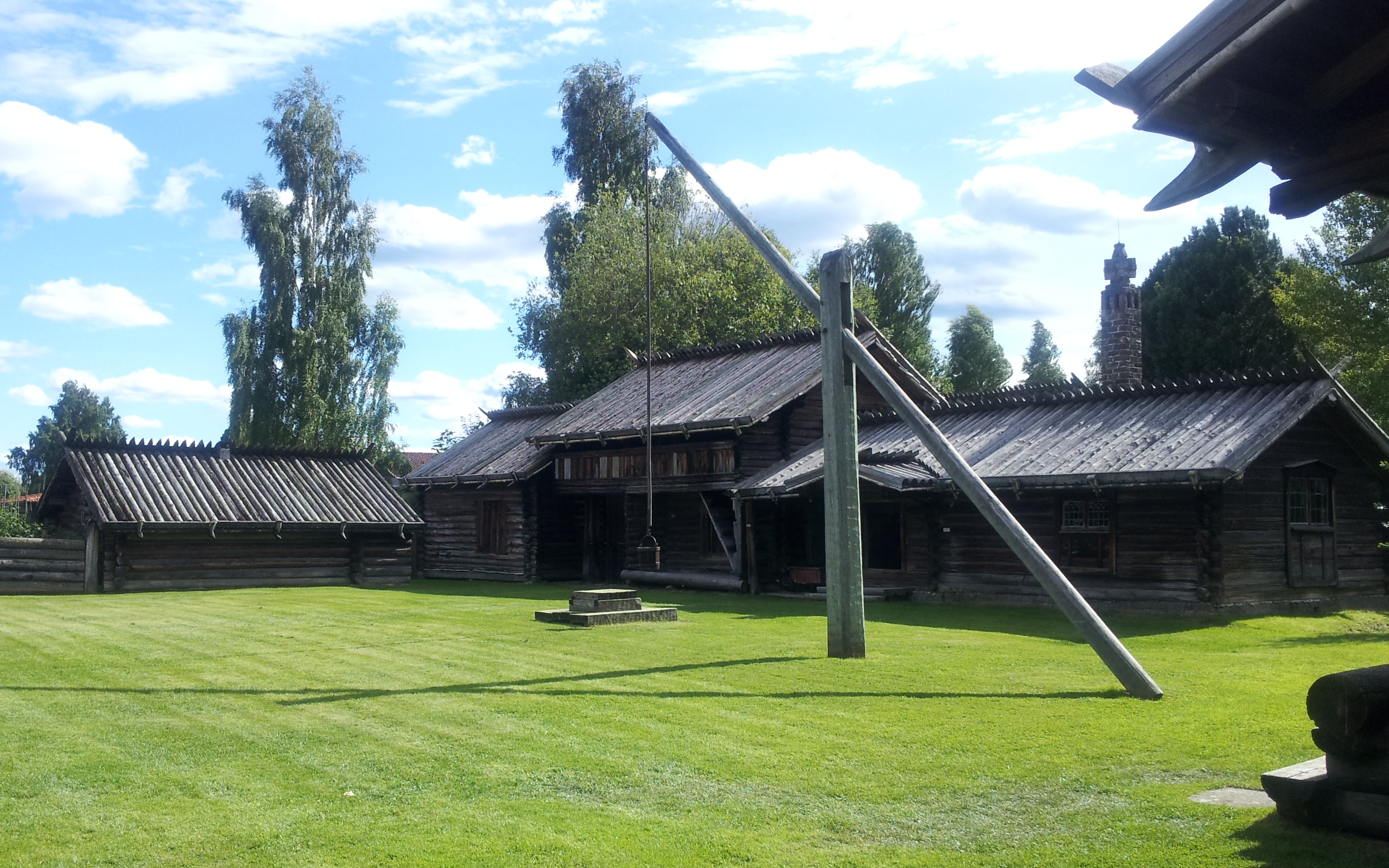
Bauernhäuser in Zorns Gammelgård

Zorns Gammelgård, auch Gammelgården, offiziell Zorns gammelgård och Textilkammaren, ist ein Freilichtmuseum in der schwedischen Stadt Mora. Das von dem Maler Anders Zorn und seiner Frau Emma begründete Museum ist der bäuerlichen Kultur in Dalarna gewidmet. Es besteht aus 40 historischen Bauernhäusern, die teilweise aus dem Mittelalter stammen. Ein 1993 eröffneten Neubau zeigt als Textilkammaren (Textilkammer) regionale Trachten und andere Textilien aus der Sammlung der Stifter.

## Geschichte und Beschreibung

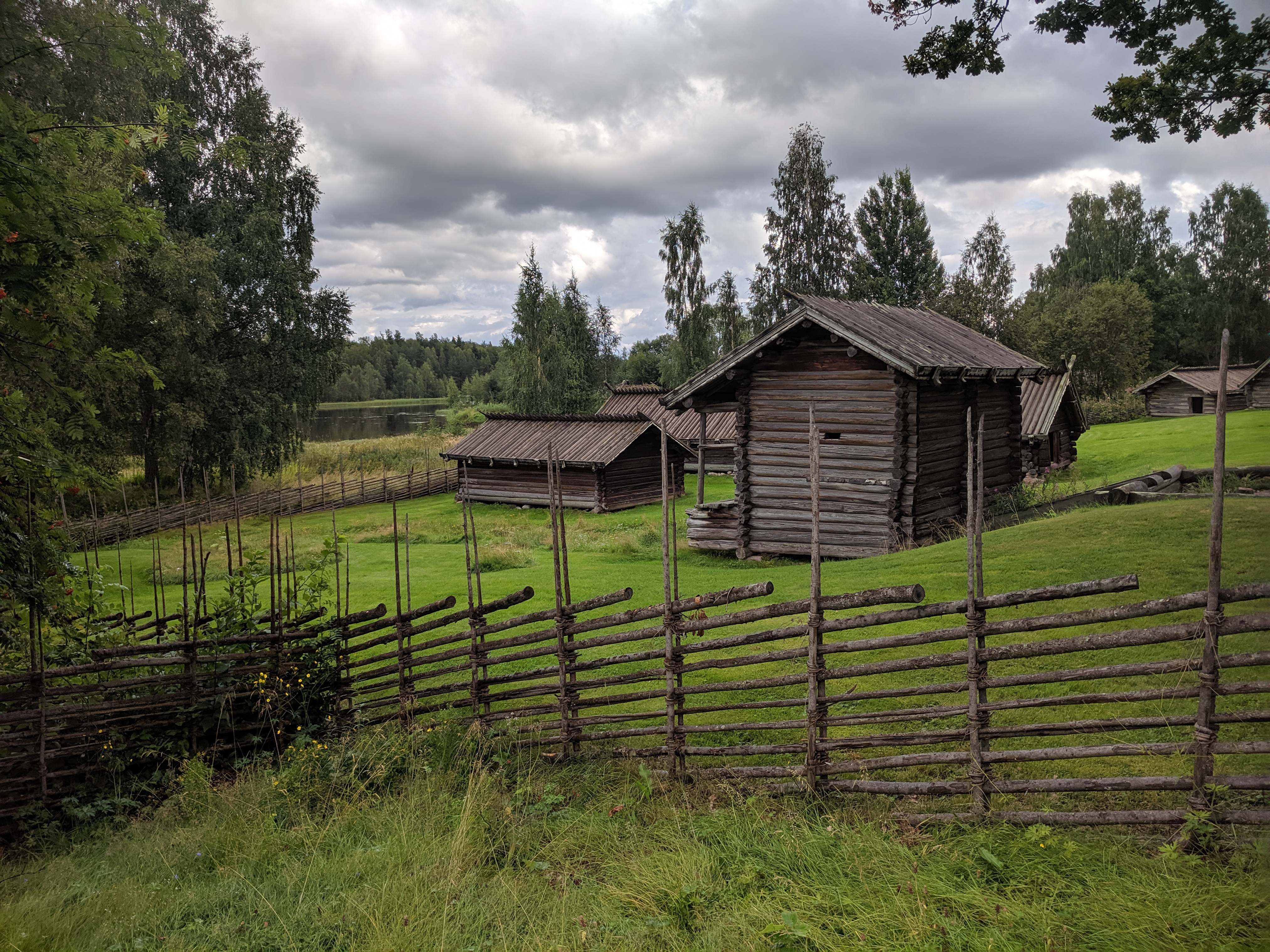
Häuser in Zorns Gammelgård mit dem Siljan im Hintergrund

Anders Zorn hatte zu seiner Geburtsstadt Mora und der Kultur seiner Heimatregion Dalarna sein Leben lang eine starke Verbindung. Als uneheliches Kind wuchs er bei seiner Mutter und den Großeltern auf, die als Bauern in einfachen Verhältnissen lebten. Nach seiner Studienzeit in Stockholm und mehreren Jahren im Ausland kehrte Zorn 1896 als erfolgreicher und vermögender Künstler zurück nach Mora, um sich hier mit seiner Frau dauerhaft niederzulassen. Das Paar wohnte im repräsentativen Zorngården, einem nach Zorns eigenen Plänen errichteten Haus im Stil der skandinavischen Nationalromantik. Zorn sah sich der Bewahrung der gewachsenen bäuerlichen Kultur verpflichtet und engagierte sich beispielsweise bei der Restaurierung der Kirche von Mora. In sein neues Haus fügte er Architekturfragmente vom Bauernhof seiner Großeltern ein. So diente deren ehemalige Bauernstube im Zorngården als rustikales Esszimmer. Neben dem Wohnhaus hatte er als Atelier eine historische Blockhütte aufstellen lassen, die aus der Umgebung von Mora stammte. Weitere von ihm erworbene historische Holzhäuser bilden seit 1905 das zwischen Mora und Älvdalen gelegene Gehöft Gopsmor, das als sein Wildnisatelier diente.
Als leidenschaftlicher Sammler erwarb Zorn in der Folgezeit weitere historische Bauernhäuser, die er ab 1914 neben der von ihm begründeten Volkshochschule von Mora am Ufer des Siljan aufstellen ließ. In seinen autobiografischen Notizen schrieb er: „Ich besitze in Dalarna auch eine Gruppe von Häusern, anhand derer man einen Überblick über die Entwicklung der Gebäudetypen bis in die Gegenwart bekommt.“ „Es ist besser wenn man es vor Ort hat und nicht in Stockholm“. Er spielt in seiner Aussage auf das Vorbild Skansen an, einem bereits 1891 in der schwedischen Hauptstadt eröffneten Freilichtmuseum, in dem sich Gebäude aus verschiedenen Regionen des Landes befinden. Zorn setzte sich hingegen vor Ort für den Erhalt der heimatlichen Kultur ein und trug rund 40 Gebäude aus dem 13. bis 18. Jahrhundert zusammen. Der Name Zorns Gammelgård bedeutet zwar wörtlich Zorns Bauernhof, es handelt sich dabei jedoch nicht um Zorns eigenen Bauernhof oder um Gebäude seiner Familie, sondern um eine Sammlung von verschiedenen Gebäuden aus Mora und der Umgebung. Neben Wohnhäusern finden sich hier Werkstätten, Stallungen und Scheunen, die zu Gebäudeensembles gruppiert sind. Das älteste Gebäude der Anlage ist ein auf das Jahr 1237 datiertes Bauernhaus, zugleich der älteste profane Holzbau in Schweden. Nach Zorns Tod 1920 wurde das Museum von der Kunsthistorikerin Gerda Boëthius weitergeführt. Mit dem Tod von Emma Zorn 1942 gelangte Zorns Gammelgård als Teil der Zornsamlingarna in den Besitz des schwedischen Staates. 1993 kam als Ergänzung des Museums die Textilkammer hinzu. Das Gebäude dient als Empfangsgebäude des Museums und beherbergt Ausstellungen der Trachten- und Textilsammlungen des Ehepaares Zorn.